# 科扎茨凯 (基辅州)
50°2′34″N 30°0′52″E / 50.04278°N 30.01444°E
科扎茨凯（羅馬化：Kozatske），2024年9月前名为近卫军村（Гвардійське），是烏克蘭北部基輔州法斯蒂夫區法斯蒂夫市镇的村莊。始建於1989年，面積0.29平方公里，海拔高度204米，2001年人口195，人口密度每平方公里672.4人。
2024年9月19日，乌克兰最高拉达将此村的名字改为科扎茨凯。